# Makalata rhipidura
Makalata rhipidura é uma espécie de roedor da família Echimyidae.
É endêmica do nordeste do Peru, onde é conhecida apenas da localização-tipo: Pebas.